# Liga de Amadores Brasileiros de Rádio Emissão
Die Liga de Amadores Brasileiros de Rádio Emissão (kurz LABRE; deutsch Brasilianischer Amateurfunkverband; wörtlich „Bund der brasilianischen Amateure von Funkaussendungen“) ist der nationale Verband der Funkamateure in Brasilien.

## Geschichte
LABRE wurde am 2. Februar 1934 gegründet und ist eine gemeinnützige Gesellschaft. Sie ist Mitglied der International Amateur Radio Union (IARU Region 2), der internationalen Vereinigung von Amateurfunkverbänden, und vertritt dort die Interessen der brasilianischen Funkamateure.
Zu den Zielen der LABRE gehört:
- die Entwicklung des Amateurfunks in all seinen Formen;
- die wissenschaftliche Forschung und die Weiterbildung seiner Mitglieder auf dem Gebiet der Funktechnik;
- philanthropische, soziale, kulturelle, Bildungs-, Freizeit- und Sportaktivitäten, die auf die Entwicklung des Intellekts, der Harmonie und des sozialen Zusammenhalts abzielen;
- Zusammenarbeit mit staatlichen Telekommunikationsbehörden gemäß den Rechtsvorschriften sowie Vertretung der Funkamateure;
- den wissenschaftlichen, sozialen, kulturellen und technischen Austausch mit anderen Einrichtungen;

Als Stammvater des brasilianischen Amateurfunks gilt seit ehedem der Funkpionier Pater Roberto Landell de Moura (1861–1928). Am 25. September 1981 wurde er von der LABRE offiziell zum Patron erwählt.